# Pictorina yerriyari
Pictorina yerriyari is een rechtvleugelig insect uit de familie krekels (Gryllidae). De wetenschappelijke naam van deze soort is voor het eerst geldig gepubliceerd in 1983 door Daniel Otte en Richard D. Alexander.
De typelocatie van deze soort is zuidelijk van Cooktown (Queensland, Australië).